# Коронавірусна хвороба 2019 у Пунтленді
Епідемія коронавірусної хвороби 2019 у Пунтленді — це поширення пандемії коронавірусної хвороби 2019 на територію самопроголошеної автономної держави Пунтленд у північно-східній частині Сомалі. Перший випадок хвороби у Пунтленді зареєстрований у квітні 2020 року.
До 2 травня 2020 року у Пунтленді було зареєстровано 11 випадків коронавірусної хвороби, хоча його посадовці вважали, що фактична кількість випадків COVID-19 у регіоні набагато вища. Пунтленд — це область Сомалі з другою за кількістю випадків COVID-19 станом на 25 травня 2020 року, після Бенадіру.

## Хронологія
Спочатку в березні 2020 року посадовці Пунтленду відмовилися закривати мечеті, коли випадки COVID-19 були вже підтверджені в інших регіонах Сомалі.
23 квітня 2020 року повідомлено про перший підтверджений випадок коронавірусної хвороби та смерть від COVID-19 у Пунтленді.
На 2 травня 2020 року в Пунтленді було підтверджено 11 випадків хвороби, з яких один хворий помер.
До травня 2020 року у кількох міністрів уряду Пунтленду та радників президента Пунтленду Саїда Абдуллахі Дані підтверджено позитивний результат тесту на COVID-19.. Міністр охорони здоров'я Пунтленду Джама Фарах Хасан заявила, що у двох міністрів уряду Пунтленду виявлено позитивні результати тестування до 8 травня 2020 року. Міністр торгівлі Пунтленда Абдуллахі Абді Хірсі вперше повідомив про біль в очах, що могло бути симптомом COVID-19, 6 травня 2020 року. Він звернувся за медичною допомогою, і 9 травня 2020 року йому виставили діагноз COVID-19. Перед цим Хірсі відвідував місцевість, постраждалу від повені в Кардо, де, на його думку, він міг заразитися коронавірусом.
11 травня в Пунтленді було зареєстровано 84 випадки хвороби, з яких 4 хворих померли. Через тиждень кількість підтверджених випадків зросла до 136.
25 травня 2020 року міністерство сільського господарства Пунтленду повідомило про смерть міністра сільського господарства, навколишнього середовища та зміни клімату Пунтленда Ісмаїла Гамадіїда від COVID-19. Гамадіїд заразився коронавірусом у Пунтленді, але був переведений на лікування до лікарні в Могадішо за кілька тижнів до смерті.
До середини вересня 2020 року в Пунтленді зареєстровано 496 випадків хвороби, з них 9 хворих померли.
На 8 лютого 2021 року в Пунтленді зареєстровано 1182 випадки хвороби. До 26 лютого кількість випадків хвороби зросла до 1349.